# Верховська
Верхо́вська (рос. Верховская) — присілок у складі Біловського округу Кемеровської області, Росія.
Стара назва — Верховський.

## Населення
Населення — 198 осіб (2010; 232 у 2002).
Національний склад (станом на 2002 рік):
- телеути — 84 %